# Phaea sharonae
Phaea sharonae är en skalbaggsart som beskrevs av Chemsak 2000. Phaea sharonae ingår i släktet Phaea och familjen långhorningar. Inga underarter finns listade i Catalogue of Life.